# 歇斯底里

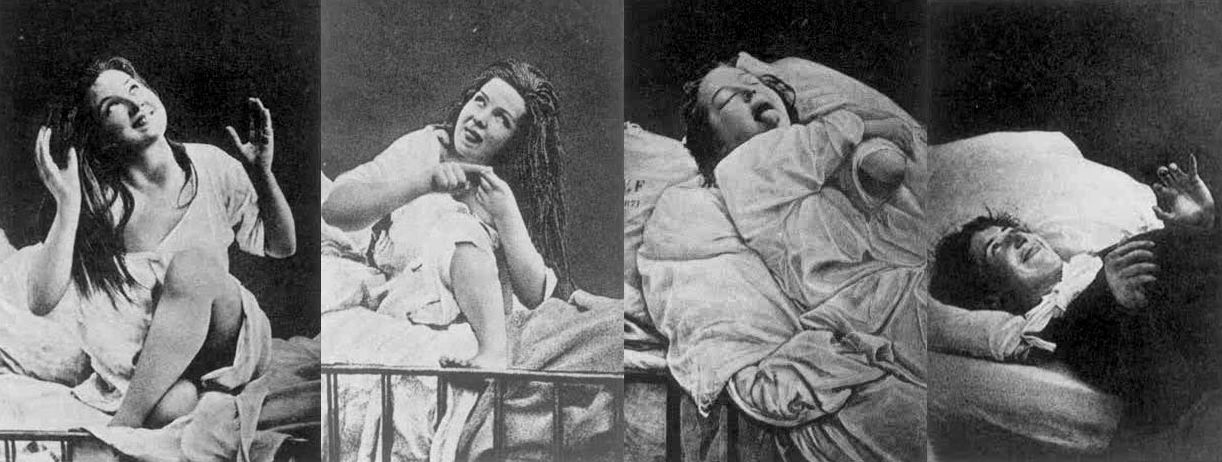
歇斯底里發作的女性

歇斯底里（hysteria）又称癔症，是无法控制的情绪过度（ungovernable emotional excess），可以指一种暂时的心理或情绪状态。在过去被認定是一种精神疾病，但現已不再認可此症，大多数医生并不接受癔症作为医学诊断。歇斯底里的全面诊断目前已被分割制无数的医学类别，如：癫痫，表演型人格障碍，转换障碍，分离障碍，或其他医疗状况 。
歇斯底里症状是由于未知恐惧等原因而情绪失控，或幻想身体某部位不舒服，却无法被医学检查出来。现在医学界已逐渐停止使用该词，转而使用更精确的词汇描述不同症状，如转换障碍和分离障碍。
一直到二十世記初以前，此症近四千年的歷史中一直被認為僅存於女性，又稱女性歇斯底里。

## 辭源
“歇斯底里”是音译自拉丁文hysteria，詞源於希臘文（子宮），因为当时病因被认为是女性子宫扰动。
按照中国传统的讲法，具有同等病徵的病況一般被歸類為中邪、鬼上身、癫痫、癔病等，癔病即“心意病也”。

## 历史
此概念最早出現在公元前1900年的古埃及。
欧洲在19世纪前的两千年里一直认为歇斯底里是由于女性子宫扰动、游走或倒错造成的。当时认为怀孕可以消除该症状。在19世纪中晚期，该病主要指性功能障碍，治疗方法是用手、振动器或喷水进行生殖器按摩，使患者达到性高潮。19世纪末至20世纪初，弗洛依德提出將該症的成因和結果翻轉，由「缺乏懷孕」改為性心理發展的問題；不懷孕是病症的結果而非成因。1980年，DSM-III刪除了此症，歇斯底里症被细分为许多精神疾病，医学界已逐渐停止使用该词，转而使用更精确的词汇描述不同症状，如转换障碍和分离障碍。

## 症状
譬如典型的歇斯底里球是一種在病人的喉嚨部位發生的急性阻塞感，它使病人既無法說話又會引起嘔吐現象，好像有一個球升到喉嚨那裡，於是學界就認為這種徵候是因為子宮壓迫到喉嚨而引起的可能有帮助的来源 （页面存档备份，存于）。
此外由於歇斯底里症病患會呈現一些如痙攣、月經失調、噁心、嘔吐、頭痛、頭昏、全身乏力等的症狀，而且多發生於年輕未婚女性中，因此大家較易以子宮的移動來說明此症，並根據子宮的原名來為此症命名。
心理學中，歇斯底裡有多種表現：
1. 情感爆發：病人在精神因素作用下突然失常、哭叫、狗叫、打人、毀物等，發作时有輕度的意識狀態，發作後部分遺忘。
2. 意識朦朧：表現為夢遊或在意識朦朧下突然出走，而清醒後對發生過的事毫無記憶。
3. 心因性遺忘：對曾經是或者仍然是創傷性或者應激性的事件部分或全部遺忘。
4. 疏離綜合症：自我的人格分離或是對周圍環境的「非真實感」。
5. 多重人格：表現出兩種或以上的完整人格，不同人格之間還可能存在各種關係。
6. 剛塞爾綜合症：假性癡呆。
7. 附體障礙：在宗教的背景下常出現的「附身」。

### 引用
1. ↑  . 术语在线. 全国科学技术名词审定委员会. （简体中文）
2. ↑  Basavarajappa, Chethan; Dahale, Ajit Bhalchandra; Desai, Geetha. . Current Opinion in Psychiatry. 2020, 33 (5): 447–450. ISSN 0951-7367. PMID 32701520. S2CID 220731306. doi:10.1097/YCO.0000000000000630.
3. 1 2 3  Micale MS. . Princeton University Press. 2019. ISBN 978-0-691-60561-6.
4. ↑  Slater E. . British Medical Journal. May 1965, 1 (5447): 1395–1399. PMC 2166300 . PMID 14286998. doi:10.1136/bmj.1.5447.1395.
5. ↑  （繁體中文）陳潮宗. .   [2013-11-10]. （原始内容存档于2013-11-10）.
6. ↑  . UI Carver College of Medicine.   [2022-10-02]. （原始内容存档于2022-10-06）.

## 外部連結
- （英文）Hysteria is Real, Study Finds （页面存档备份，存于） Dec 10.06 at World-Science.Net
- （英文）ERIKA KINETZ,Is Hysteria Real? Brain Images Say Yes （页面存档备份，存于） at the New York Times.